# Vísky (Blanskói járás)
Vísky település Csehországban, a Blanskói járásban. Vísky Pamětice, Sudice, Boskovice, Letovice és Míchov településekkel határos. Lakosainak száma 249 fő (2024. január 1.).

## Népesség
A település lakosságának változását az alábbi diagram mutatja:
| Lakosok száma | 226  | 276  | 356  | 305  | 221  | 222  | 253  | 254  | 252  | 249  |
|               | 1869 | 1890 | 1921 | 1950 | 1980 | 2001 | 2017 | 2019 | 2022 | 2024 |